# Takayuki Odajima
Takayuki Odajima (japanisch 小田島 隆幸 Odajima Takayuki; * 15. September 1977 in der Präfektur Kanagawa) ist ein ehemaliger japanischer Fußballspieler.

## Karriere
Odajima erlernte das Fußballspielen in der Schulmannschaft der Narashino High School und der Universitätsmannschaft der Chūō-Universität. Seinen ersten Vertrag unterschrieb er 2000 bei den Montedio Yamagata. Der Verein spielte in der zweithöchsten Liga des Landes, der J2 League. Für den Verein absolvierte er 23 Spiele. 2002 wechselte er zu Thespa Kusatsu. Für den Verein absolvierte er 77 Spiele. Ende 2005 beendete er seine Karriere als Fußballspieler.